# Venus rusa
Venus rusa (en ruso: Русская Венера, romanizado: Rússkaia Venera) es una pintura al óleo sobre lienzo terminada por el artista ruso Borís Kustódiev en 1926. La obra se conserva actualmente en el Museo de Arte de Nizhni Nóvgorod.

## Historia

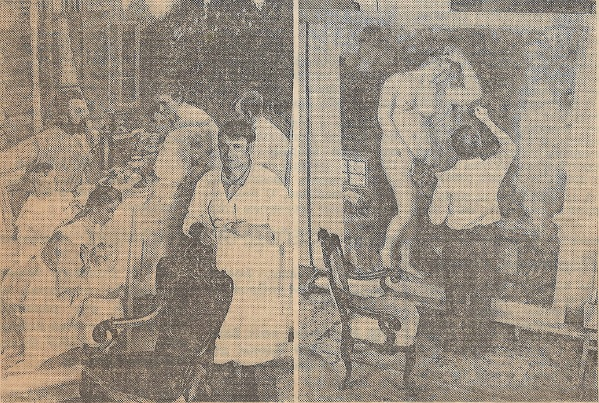
La restauración de la obra de Pavel Ivanovich Baranov.

La última obra maestra de Kustódiev fue pintada en el reverso de otro de sus cuadros, En la terraza que fue creado en 1906 y representa a la familia del artista a la hora del té.  En 1921, Kustódiev ya había creado una versión a la acuarela de esta composición. 
El lienzo resultó dañado durante la inundación del museo de arte "Máximo Gorki". Fue restaurado por Pavel Ivánovich Baranov, un famoso restaurador del centro de investigación y restauración de arte Ígor Grabar, quien resolvió el problema de la pérdida de una capa de pintura mediante retoques. Construyó un bastidor y vitrina especial para que los espectadores también pudieran ver el otro lado del lienzo con el cuadro En la terraza.  Después de eso, el lienzo terminó en Nizhny Novgorod.

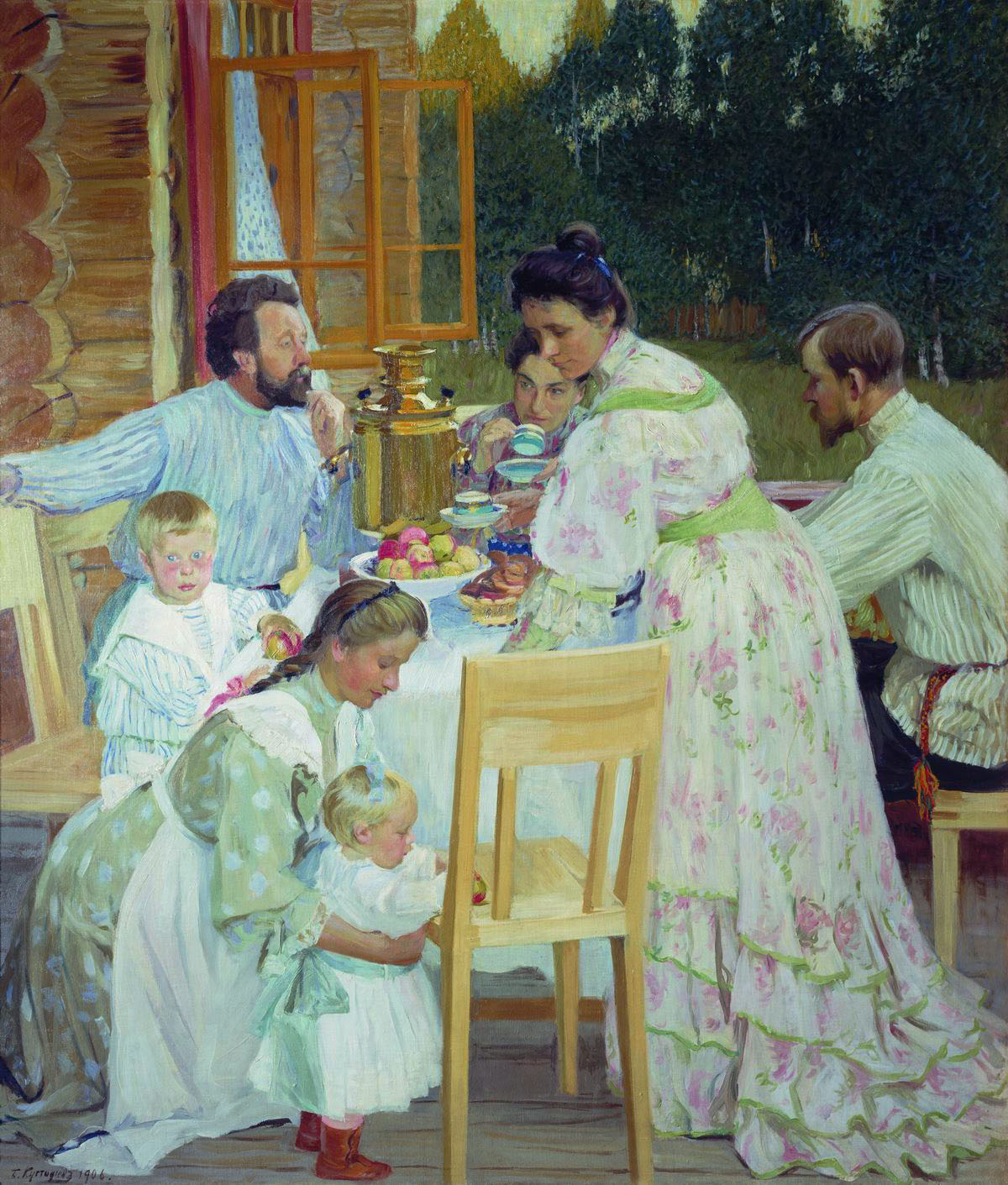
En la terraza, la obra de 1906 en la otra cara del lienzo.

## Descripción

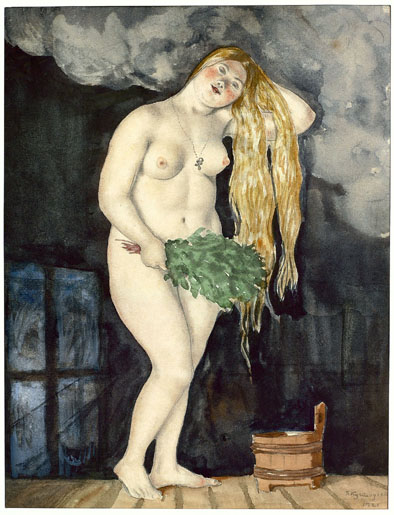
La versión en acuarela de 1921.

La pintura está ambientada en una banja rural, un tipo de sauna popular en Rusia, que es húmeda al contrario que la escandinava que es seca.  Las paredes del baño son de tablones de madera y una puerta abierta conduce a otra habitación, desde cuya ventana se vislumbran algunas casas nevadas. Debajo de la ventana hay ropa y zapatos que pertenecen a la chica en primer plano que acaba de entrar a la sauna. Esta joven completamente desnuda aparece retratada inclinando la cabeza, de la que cae en cascada una larguísima melena dorada, y sonriendo alegremente mientras mira al espectador.  Con su diestra sostiene un manojo de ramitas típico usado en las banjas (en ruso: банный веник, romanizado: bannyj venik). Junto a ella se encuentran unas escaleras conocidas como parilka, sobre las que hay un taco de jabón y un balde lleno de agua caliente, dada la alta temperatura de la sauna.  La espuma de jabón y las burbujas hacen referencia a la espuma del mar de la que, según el mito, nació la diosa Venus. El propio artista indicó el título escribiéndolo en una hoja de papel representada abajo a la derecha pegada a la tarima.
Kustódiev vio el ideal de belleza en las mujeres rotundas, de complexión fuerte; de hecho, años antes se había fijado en una actriz de teatro regordeta y quiso inmortalizarla en un cuadro titulado La belleza, que fue creado en 1915. Si es segura la identidad de la modelo de La belleza, no se sabe exactamente quién posó para la Venus rusa: se cree que pudo ser Irina Borísovna Kustodieva, hija del pintor, o Elena Grigorievna Nikolaeva, ex modelo de arte de la Academia de Bellas Artes de Rusia.  

## En la cultura de masas
La obra inspiró algunos poemas rusos, como uno escrito por Galina Zhurba y otro cuya autora es Tatiana Yunítskaia. 